# The Inc. Records

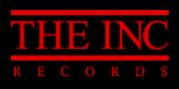
Firmenlogo

The Inc. Records (früher Murder Inc. Records) ist ein von Irv Gotti 1997 gegründetes Hip-Hop-Plattenlabel. Neben Def Jam und Roc-a-Fella Records gehört es zu den größten unabhängigen Musiklabeln seiner Art in den USA.
Zu den bekanntesten Künstlern, die bei Inc. Records unter Vertrag stehen, gehören Ja Rule, Ashanti, Vanessa Carlton, Cadillac Tah, Thunderkatz und Black Child. Früher zählten auch Vita und Charli Baltimore dazu.

## Konflikt mit 50 Cent
Im März 2000 stach Murder Inc.-Künstler Black Child den später weltbekannten 50 Cent vor einem Aufnahmestudio in New York City nieder. Zuvor sei eine Schlägerei vorausgegangen, in deren Verlauf auch 50 Cent eine Waffe gezogen haben soll. Dementsprechend wurde die Messerattacke als Notwehr eingestuft. Zum Tathergang gibt es widersprüchliche, in jeweiligen Disstracks verschiedene Interpretationen. Als gesichert gilt, dass Irv Gotti und sein Bruder Christopher ebenfalls anwesend waren. Der Streit zwischen G-Unit und Murder Inc. startete in Atlanta, als Ja Rule auf 50 Cent traf und ihm mitteilte, dass er ihm den Gangster-Style nicht abkaufe, worauf 50 Cent Ja Rule schlug und eine Schlägerei anzettelte. Des Weiteren wurde Ja Rule von diversen Rappern dafür kritisiert, sich selber für den Nachfolger 2Pacs zu halten u. a. Busta Rhymes, Eminem und eben 50 Cent.